# Bogliarka
Bogliarka (węg. Boglárka) – wieś gminna (obec) na Słowacji w kraju preszowskim, powiecie Bardejów. Bogliarka położona jest w historycznym kraju Szarysz na szlaku handlowym z Węgier do Polski. Pierwsze wzmianki o wsi pochodzą z roku 1454.
Według spisu ludności z 2011 roku Bogliarka liczyła 136 mieszkańców, w tym 112 Słowaków, 14 Rusinów.